# 小花锥花
小花锥花（学名：Gomphostemma parviflorum）为唇形科锥花属下的一个种。

## 扩展阅读
- 維基物種上的相關：小花锥花